# Randy Newman
Randall Stuart "Randy" Newman, född 28 november 1943 i Los Angeles, Kalifornien, är en amerikansk singer-songwriter, kompositör och pianist, främst känd för sina bitska (ofta satiriska) poplåtar, sin filmmusik och för sin särpräglade röst.
Sedan 1980-talet har Newman främst verkat som filmkompositör, bland hans filmmusik märks bland annat Ragtime, Uppvaknanden, Den bäste, I spel och kärlek..., Katter dansar inte, Släkten är värst, Operation fimpa och Seabiscuit. Han har även gjort filmmusik till åtta Disney-Pixar filmer: Toy Story, Ett småkryps liv, Toy Story 2, Monsters, Inc., Bilar, Toy Story 3, Monsters University och Bilar 3, samt Disneys Prinsessan och grodan och James och jättepersikan.

## Biografi
Newman växte upp i både Los Angeles och New Orleans. Han hade flera stora hits på 1960-talet, till exempel "I Think It's Gonna Rain Today" (1966) och "Living Without You" (1967).
Randy Newman blev känd för att skriva satiriska låtar, och framföra dessa som om det vore den person som uttryckte åsikterna som sjöng. 1977 fick han en av sina största singelhits med skämtlåten "Short People" där Newman skrivit låten ur en galen persons perspektiv, som hatar korta människor. Många andra artister har också nått framgångar med låtar skrivna av Newman. Three Dog Night hade 1970 en hit med hans "Mama Told Me (Not to Come)", och Joe Cocker fick en hitsingel 1986 med "You Can Leave Your Hat On".
Randy Newman skrev ledmotivet till filmen Ragtime (1981) för vilken han nominerades för en Oscar. Samma år hade han en mindre hit med låten "I Love L.A." Under senare år har han framförallt ägnat sig åt att skriva filmmusik. Newman skrev även sången "You've Got A Friend In Me" till Toy Story. Randy Newman har vunnit två Oscar för bästa sång för "If I Didn't Have You" från Monsters, Inc. och "We Belong Together" från Toy Story 3.
År 2013 blev han invald i Rock and Roll Hall of Fame. Han har även tilldelats en stjärna på Hollywood Walk of Fame vid adressen 6667 Hollywood Blvd.

## Diskografi
- Randy Newman (1968)
- 12 Songs (1970)
- Randy Newman Live (1971)
- Sail Away (1972)
- Good Old Boys (1974)
- Little Criminals (1977)
- Born Again (1979)
- Trouble in Paradise (1983)
- Land of Dreams (1988)
- Faust (1995)
- Guilty: 30 Years of Randy Newman (1998)
- Bad Love (1999)
- The Randy Newman Songbook Vol. 1 (2003)
- Harps and Angels (2008)
- The Randy Newman Songbook Vol. 2 (2011)
- Dark Matter (2017)

## Filmografi i urval
- 1981 – Ragtime
- 1984 – Den bäste
- 1989 – Föräldraskap
- 1990 – Uppvaknanden
- 1994 – Maverick
- 1995 – Toy Story
- 1996 – James och jättepersikan
- 1997 – Katter dansar inte
- 1998 – Välkommen till Pleasantville
- 1998 – Ett småkryps liv
- 1999 – Toy Story 2
- 2000 – Släkten är värst
- 2001 – Monsters, Inc.
- 2003 – Seabiscuit
- 2004 – Familjen är värre
- 2006 – Bilar
- 2009 – Prinsessan och grodan
- 2010 – Toy Story 3
- 2013 – Monsters University
- 2017 – Bilar 3
- 2019 – Toy Story 4